# Grady Sizemore
Grady Sizemore (Seattle, Washington, 2 de agosto de 1982) es un exjugador profesional estadounidense de béisbol que se desempeñó en la posición de jardinero central en las Grandes Ligas de Béisbol (MLB). Logró obtener dos Guantes de Oro.

## Carrera
Sizemore jugó como profesional ocho temporadas en Cleveland Indians (2004-2011), después pasó a Boston Red Sox (2014), luego a Philadelphia Phillies (2014-2015), posteriormente a Tampa Bay Rays, donde jugó una temporada (2015), y fue el equipo en el que se retiró.

## Premios
Fue galardonado con el Guante de Oro en dos oportunidades (2007 y 2008).